# Foresight Linux
Foresight Linux är ett operativsystem i form av en linuxdistribution.
Den har starka kopplingar till skrivbordsmiljön Gnome och använder pakethanteraren conary.
Distributionen har ett löpande versionsschema vilket innebär att nya versioner av operativsystemet skapas genom flera små uppdateringar av föregående version.

## Historik
Foresight var skapad av Ken VanDine som en Linux distribution, för att visa den allras senaste utgåvan av GNOME. 